# Marshalliana bivittata
Marshalliana bivittata är en fjärilsart som beskrevs av Aurivillius 1901. Marshalliana bivittata ingår i släktet Marshalliana och familjen träfjärilar. Inga underarter finns listade i Catalogue of Life.